# شواش

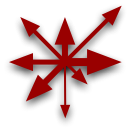
رمز الشواش

الشواش إحدى الكلمات التي تستعمل لترجمة كلمة (بالإنجليزية: Chaos)‏ إضافة إلى كلمة فوضى، كلمة (Chaos) مشتقة أساسا من الإغريقية Χάος وتشير أساسا إلى اللاتنبؤية (بالإنجليزية: unpredictability)‏.
ضمن الإطار الميتافيزيقي: يكون الشواش معاكسا لكلمة قانون أو نظام سواء من ناحية فيزيائية طبيعية أو من ناحية اجتماعية سياسية: وهو غير محصور وغير محدد يمكن أن يسلك سلوكا بنّاء خلّاقا أو هدّاما.
كلمة χάος في أصولها لا تعني تحديداً الفوضى (بالإنجليزية: disorder)‏ حتى في العصور القديمة أيام اليونان القديمة، إنها تشير إلى «الفراغ البدئي، الفضاء الخارجي» "(بالإنجليزية: the primal emptiness, outer space)‏". فهي مشتقة أساسا من الجذر الهندوأوروبي القديم ghn أو ghen الذي يعني "gape, be wide open" أي «ينشق عن»: الذي يقابل بالإغريقية "chasm" وبالأنجلوساكسونية gānian. 
geanian, ginian (= "gape wide")
نتيجة لسوء فهم تاريخي قام المسيحيوين الأوائل باستخدام الكلمة كرديف لكلمة «فوضى» "disorder"، (في الإغريقية الفوضى تقابل ταραχη).
رياضيا: الشواش chaos يعني السلوك الحتمي اللادوري الحساس للشروط البدئية كما تدرسه نظرية الشواش، لكن نظرية الكموم تستخدمه أيضا بمفهوم السلوك الاحتمالي الذي تظهره الجمل الكمومية والتي تظهر لايقين غير مرتبط فقط بالشروط البدئية.
من وجهة نظر مسبقة ميتافيزيقية، يتم دوما افتراض أن الشواش الميتافيزيقي أو حالة الفوضى البدئية للعالم تمثل حالة الشر evil والضياع الأول في العالم في حين أن النظام والترتيب order هو الخير، لكن يجب أن ننتبه أنه في الكثير من الأحيان يكون الشواش هو الخير والنظام هو الشر، مثل هذه النظرة الخيرة يتمسك بها اللاسلطويون حيث يعتبرون حالة التحكم والسيطرة من قبل الدولة على حريات الأفراد هي الشر المطلق للبشرية.
قصة روبن هود كخارج عن النظام الجائر وأمثلة الحكومات الديكتاتورية والأنظمة الشمولية تشكل أمثلة واضحة عن خطورة النظام والتحكم في حياة البشر ومن أجل ذلك يخرج مناضلو الحرية freedom fighters ثائرين على الأنظمة، لذلك طالما اعتبرت دراسة حالة النظام والشواش إحدى معضلات علم الأخلاق.
في العهد القديم تم استخدام الشواش ليشير إلى حالة الشروط المبكرة للكون، حالة الفضاء غير المترابط والمادة غير المتشكلة التي وجدت قبل خلق العالم والكون.